# Lucy Tyler-Sharman
Lucy Tyler-Sharman (Louisville, Estados Unidos, 6 de junio de 1965) es una deportista australiana que compitió en ciclismo en la modalidad de pista, especialista en las pruebas de persecución y puntuación.
Participó en los Juegos Olímpicos de Atlanta 1996, obteniendo una medalla de bronce en la carrera por puntos.
Ganó dos medallas en el Campeonato Mundial de Ciclismo en Pista, oro en 1998 y plata en 1996.

## Medallero internacional
| Juegos Olímpicos   | Juegos Olímpicos         | Juegos Olímpicos  | Juegos Olímpicos       |
| Año                | Lugar                    | Medalla           | Competición            |
| ------------------ | ------------------------ | ----------------- | ---------------------- |
| 1996               | Atlanta (Estados Unidos) | Medalla de bronce | Puntuación             |
| Campeonato Mundial |                          |                   |                        |
| Año                | Lugar                    | Medalla           | Competición            |
| 1996               | Mánchester (Reino Unido) | Medalla de plata  | Persecución individual |
| 1998               | Burdeos (Francia)        | Medalla de oro    | Persecución individual |